# Darja Reichman
Darja Reichman, slovenska gledališka, televizijska in filmska igralka, * 6. oktober 1965, Ljubljana.
Leta 1990 je diplomirala na Akademiji za gledališče, radio, film in televizijo v Ljubljani in se zaposlila v Slovenskem ljudskem gledališču Celje, od leta 1995 je članica ansambla Prešernovega gledališča Kranj. Leta 1993 je prejela Severjevo nagrado in leta 1998 Borštnikovo nagrado za igro. Nastopila je v več kratkih in celovečernih filmih ter serijah v slovenski produkciji. Na 1. festivalu slovenskega filma je prejela Stopovo nagrado za igralko leta za film Brezno.
Je hči znane ilustratorke Jelke Reichman.

## Filmografija
- Brezno (1998, celovečerni igrani film)
- Gala (1997, TV igra)
- Pavji krik (1996, študijski igrani film)
- Rabljeva freska (1995, celovečerni igrani film)
- Good rockin' tonight (1992, študijski igrani film)
- Silicijev horizont (1990, diplomski igrani film)
- Kavarna Astoria (1989, celovečerni igrani film)
- Odpadnik (1988, celovečerni igrani film)
- Veter (1988, kratki igrani TV film)